# Mekarsari (Keluang)
Mekarsari is een bestuurslaag in het regentschap Musi Banyuasin van de provincie Zuid-Sumatra, Indonesië. Mekarsari telt 584 inwoners (volkstelling 2010).